# Tom Christian Merkens
Tom Christian Merkens (Neustadt am Rübenberge, 20 januari 1990) is een Duits voormalig voetballer die doorgaans speelde als middenvelder. Tussen 2009 en 2018 speelde hij voor Hannover 96 II, TSV Havelse, VfL Osnabrück en opnieuw TSV Havelse.

## Clubcarrière
Merkens stroomde in 2000 in bij de jeugdopleiding van Hannover 96. Negen jaar later kwam hij bij die club in het tweede elftal terecht en daar werd hij een vaste basisspeler. In de zomer van 2012 liep zijn contract af en de middenvelder kwam tot een overeenkomst met TSV Havelse. Bij die club bleek hij een belangrijke spil op het middenveld en na één seizoen was er genoeg interesse in Merkens om de stap hogerop te gaan maken. VfL Osnabrück nam hem over en gaf hem een tweejarig contract. In Osnabrück kreeg Merkens direct een basisplaats van coach Maik Walpurgis, als duo met zijn teamgenoot, Nicolas Feldhahn. In de zomer van 2016 keerde de Duitser terug naar zijn oude club, TSV Havelse. Na twee seizoenen liet hij Havelse achter zich. Hierop zette hij tevens een punt achter zijn actieve loopbaan.